# Loto-Tonga Soka Centre
El Loto-Tonga Soka Center es una instalación de fútbol en Nuku'alofa, Tonga. Fue financiado por la FIFA a través del Programa Goal del organismo mundial de fútbol y se inauguró en 2001. Organizó los partidos de la primera ronda de los clasificatorios OFC 2018 de la Copa Mundial de la FIFA.
Posee una capacidad aproximada de 1.000 espectadores
La oficina principal de la Asociación de Fútbol de Tonga también se encuentra dentro del lugar